# Isopogon latifolius
Isopogon latifolius är en tvåhjärtbladig växtart som beskrevs av Robert Brown. Isopogon latifolius ingår i släktet Isopogon och familjen Proteaceae. Inga underarter finns listade i Catalogue of Life.